# Kateřina Siniaková

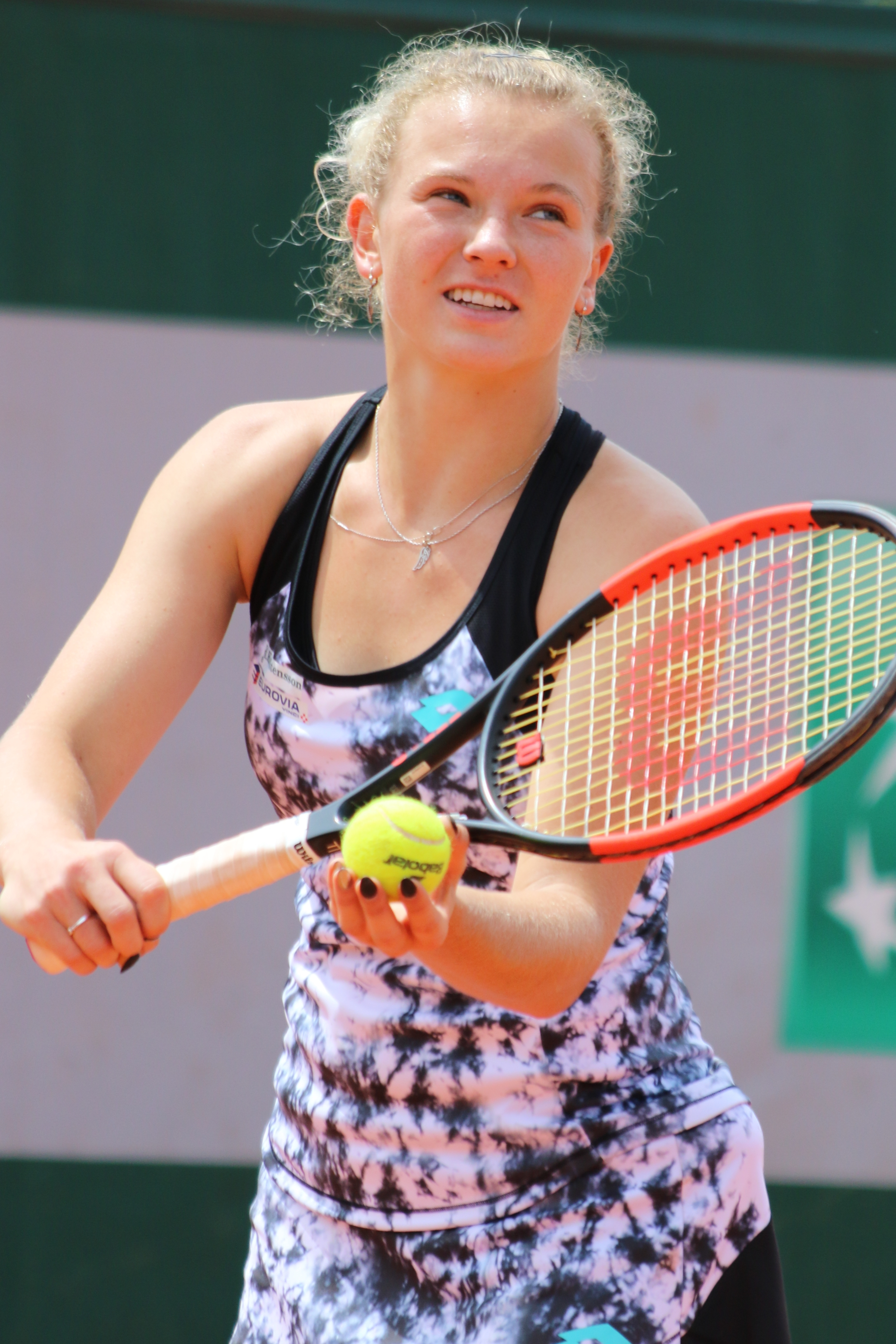
Roland Garros 2018

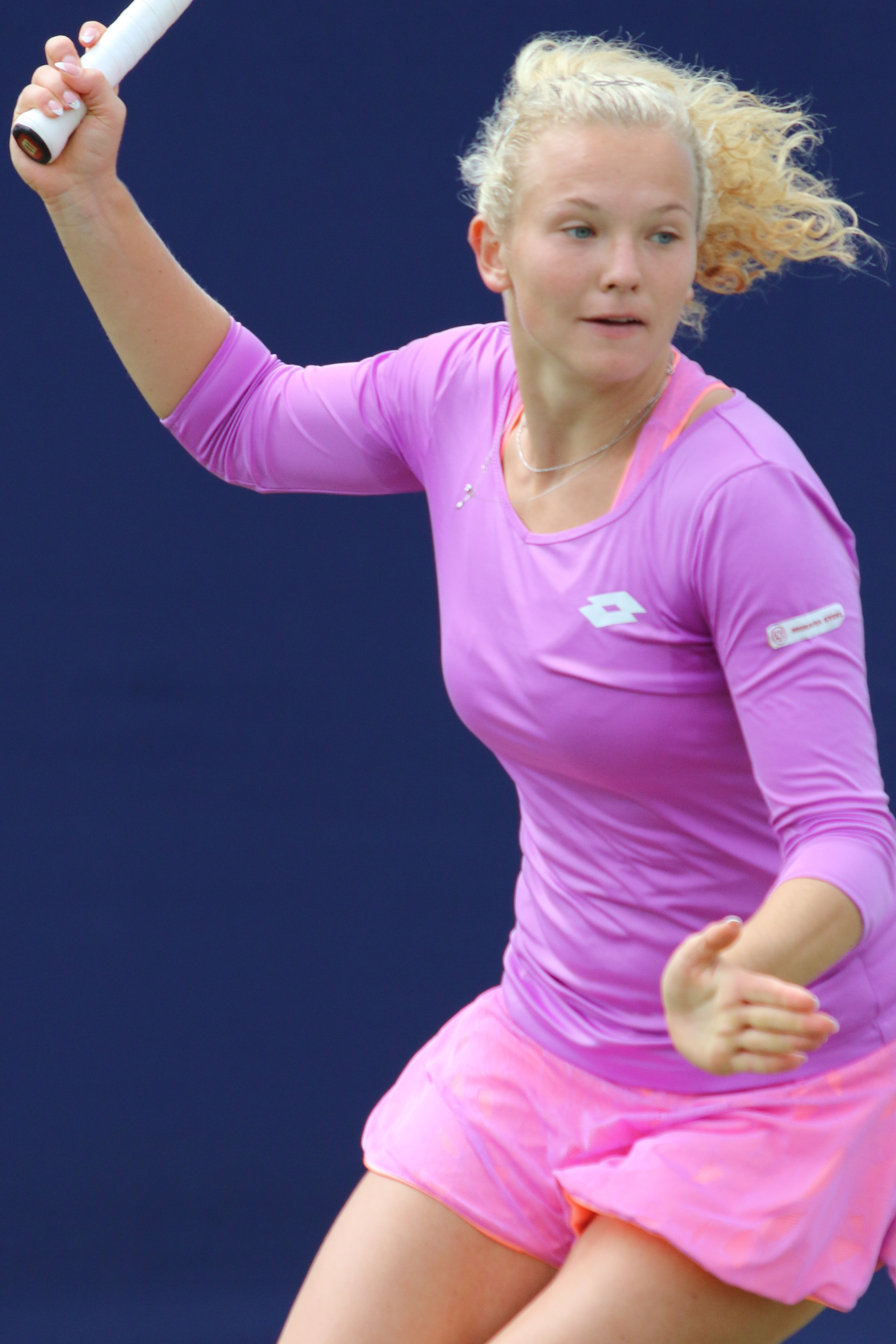
Eastbourne 2017

Kateřina Siniaková (Hradec Králové, 10 mei 1996) is een tennisspeelster uit Tsjechië. Zij begon op vijfjarige leeftijd met tennis. Haar favoriete ondergrond is hardcourt. Zij speelt rechtshandig en heeft een tweehandige backhand. Zij is actief in het proftennis sinds 2012.

## Loopbaan
In 2012 won Siniaková haar eerste titel, op het ITF-dubbelspeltoernooi van Jablonec nad Nisou (Tsjechië), samen met Russin Viktorija Kan.
In 2013 won zij haar eerste enkelspeltitel, op het ITF-toernooi van Frauenfeld (Zwitserland) – in de finale versloeg zij de Liechtensteinse Kathinka von Deichmann.
In 2014 won zij haar eerste WTA-titel, op het dubbelspeltoernooi van Tasjkent, samen met de Servische Aleksandra Krunić.
In 2017 won zij haar eerste WTA-enkelspeltitel, op het toernooi van Shenzhen – in de finale versloeg zij de Amerikaanse Alison Riske.
In 2017 stond zij voor het eerst in een grandslamfinale, op het US Open, samen met landgenote Lucie Hradecká – zij verloren van Chan Yung-jan en Martina Hingis.
In 2018 slaagde zij erin haar eerste grandslamtitels te pakken – zij won aan de zijde van landgenote Barbora Krejčíková zowel Roland Garros als Wimbledon. In oktober van dat jaar bereikte zij de eerste plaats op de wereldranglijst in het dubbelspel, een plek die zij wist vast te houden tot juni 2019 en die zij laatstelijk in november 2021 weer bezette.
In 2021 bereikte Siniaková, ook nu met Krejčíková, allereerst de dubbelspelfinale van het Australian Open. In juni won zij met dezelfde partner haar derde grandslamtitel in het dubbelspel, op Roland Garros. Op 1 augustus van dat jaar veroverden zij bovendien de gouden medaille op de Olympische spelen in Tokio. In november wonnen zij de kampioenstitel op het eindejaarstoernooi van de WTA – het was haar tiende titel samen met Krejčíková, de vijftiende in totaal.
In januari 2022 wonnen Siniaková en Krejčíková op het Australian Open hun vierde grandslamtitel, in juli op Wimbledon de vijfde en in september op het US Open de zesde. Verdere dubbelspeltitels die Siniaková in 2022 won: Melbourne (januari, met de Amerikaanse Bernarda Pera), Berlijn (juni, met de Australische Storm Sanders) en Monastir (oktober, met Française Kristina Mladenovic) zijnde titel nummer 21.
In januari 2023 wonnen Siniaková en Krejčíková op het Australian Open hun zevende grandslamtitel. In juli won Siniaková haar vierde individuele WTA-titel in Bad Homburg. In september won het Tsjechische koppel hun zestiende gezamenlijke titel op het WTA-toernooi van San Diego. In oktober won Siniaková haar vijfde individuele WTA-titel in Nanchang. Aan het eind van het seizoen beëindigde zij haar samenwerking met Krejčíková, omdat beiden een andere wending in hun loopbaan wensten.
In 2024 won zij haar 25e dubbelspeltitel, op het WTA 1000-toernooi van Dubai, samen met de Australische Storm Hunter. Op Roland Garros volgde de 26e aan de zijde van de Amerikaanse Cori Gauff, met de 27e enkele weken later op Wimbledon geflankeerd door de Amerikaanse Taylor Townsend – dit was haar negende grandslamtitel. Na de WTA Finals 2023 hadden de Tsjechische dames niet meer samengespeeld. Maar met het oog op de Olympische spelen achtten zij het toch wel raadzaam om weer even samen te oefenen. Dat deden zij op het WTA-toernooi van Praag, waar zij meteen hun zeventiende gezamenlijke titel wonnen, de 28e in totaal voor Siniaková. Op de Olympische zomerspelen in Parijs won zij de gouden medaille in het gemengd dubbelspel, samen met haar voormalige privé-partner Tomáš Macháč. In oktober won zij haar 29e dubbelspeltitel, op het WTA-toernooi van Guangzhou, samen met de Chinese Zhang Shuai.
In januari 2025 won Siniaková haar dertigste dubbelspeltitel, de tiende op de grandslamtoernooien, op het Australian Open, terug met de Amerikaanse Taylor Townsend. In februari volgde de 31e, weer samen met Townsend, op het WTA 1000-toernooi van Dubai – evenals vier weken eerder eisten zij de titel op ten koste van Hsieh Su-wei en Jeļena Ostapenko.
In het gemengd dubbelspel won Siniaková in 2025 de titel op Wimbledon, samen met de Nederlander Sem Verbeek.

### Tennis in teamverband
In de periode 2017–2023 maakte Siniaková deel uit van het Tsjechische Fed Cup-team – zij behaalde daar een winst/verlies-balans van 10–8. Door in de eerste ronde van Wereldgroep I in 2017 te winnen van Spanje, bereikten zij de halve finale – daarin verloren zij van de Amerikaanse dames. In 2018 gingen zij met de beker naar huis – in de finale versloegen zij de Amerikaanse titelverdedigsters.

## Posities op deWTA-ranglijst
Positie per einde seizoen:
| jaar | rang enkelspel | rang dubbelspel |
| ---- | -------------- | --------------- |
| 2012 | 1068           | 1083            |
| 2013 | 211            | 348             |
| 2014 | 74             | 86              |
| 2015 | 108            | 58              |
| 2016 | 49             | 35              |
| 2017 | 49             | 13              |
| 2018 | 31             | 1               |
| 2019 | 58             | 7               |
| 2020 | 64             | 8               |
| 2021 | 49             | 1               |
| 2022 | 47             | 1               |
| 2023 | 45             | 10              |
| 2024 | 46             | 1               |

## Resultaten grandslamtoernooien
| Legenda | Legenda                          |
| ------- | -------------------------------- |
| g.t.    | geen toernooi gehouden           |
| l.c.    | lagere categorie                 |
| –       | niet deelgenomen                 |
| G       | uitgeschakeld in de groepsfase   |
| 1R      | uitgeschakeld in de eerste ronde |
| 2R      | uitgeschakeld in de tweede ronde |
| 3R      | uitgeschakeld in de derde ronde  |
| 4R      | uitgeschakeld in de vierde ronde |
| KF      | uitgeschakeld in de kwartfinale  |
| HF      | uitgeschakeld in de halve finale |
| F       | de finale verloren               |
| W       | het toernooi gewonnen            |
| w-v     | winst/verlies-balans             |

### Enkelspel
| toernooi        | 2014 | 2015 | 2016 | 2017 | 2018 | 2019 | 2020 | 2021 | 2022 | 2023 | 2024 | 2025 |
| --------------- | ---- | ---- | ---- | ---- | ---- | ---- | ---- | ---- | ---- | ---- | ---- | ---- |
| Australian Open | 1R   | 2R   | 1R   | 1R   | 2R   | 1R   | 1R   | 1R   | 1R   | 1R   | 2R   | 1R   |
| Roland Garros   | –    | 1R   | 1R   | 1R   | 3R   | 4R   | 3R   | 3R   | 2R   | 1R   | 2R   | 1R   |
| Wimbledon       | –    | 1R   | 3R   | 1R   | 3R   | 2R   | g.t. | 3R   | 1R   | 2R   | 2R   | 2R   |
| US Open         | –    | 1R   | 2R   | 1R   | 3R   | 1R   | 1R   | 2R   | 2R   | 1R   | 1R   |      |

### Vrouwendubbelspel
| toernooi        | 2015 | 2016 | 2017 | 2018 | 2019 | 2020 | 2021 | 2022 | 2023 | 2024 | 2025 |
| --------------- | ---- | ---- | ---- | ---- | ---- | ---- | ---- | ---- | ---- | ---- | ---- |
| Australian Open | 1R   | 1R   | 1R   | 3R   | KF   | HF   | F    | W    | W    | HF   | W    |
| Roland Garros   | 3R   | HF   | HF   | W    | 1R   | HF   | W    | –    | 1R   | W    | KF   |
| Wimbledon       | 2R   | 1R   | 3R   | W    | HF   | g.t. | KF   | W    | 1R   | W    | HF   |
| US Open         | 1R   | KF   | F    | HF   | 1R   | 2R   | 1R   | W    | 2R   | HF   |      |

### Gemengd dubbelspel
| toernooi        | 2016 | 2017 | 2018 |    | 2022 | 2023 | 2024 | 2025 |
| --------------- | ---- | ---- | ---- | -- | ---- | ---- | ---- | ---- |
| Australian Open | –    | 2R   | –    | 1R | –    | –    | 1R   |      |
| Roland Garros   | –    | –    | 1R   | –  | –    | 1R   | 1R   |      |
| Wimbledon       | 2R   | –    | –    | –  | –    | –    | W    |      |
| US Open         | –    | –    | –    | –  | 1R   | 2R   |      |      |

## Palmares
| Legenda                 |
| ----------------------- |
| Grandslamtoernooi       |
| Olympische Spelen       |
| Year-End Championships  |
| Premier Mandatory       |
| Premier Five / WTA 1000 |
| Premier / WTA 500       |
| International / WTA 250 |
| Challenger / WTA 125    |

### Overwinningen op een regerend nummer 1
Siniaková heeft tot op heden éénmaal een partij tegen een op dat ogenblik heersend leider van de wereldranglijst gewonnen (peildatum 1 juni 2019):
| nr. | datum      | toernooi      | ronde       | tegenstandster | score    |         |
| --- | ---------- | ------------- | ----------- | -------------- | -------- | ------- |
| 1.  | 2019-06-01 | Roland Garros | derde ronde | Naomi Osaka    | 6-4, 6-2 | details |

### WTA-finaleplaatsen enkelspel
| nr.              | finale     | toernooi          | ondergrond | tegenstandster     | score         |         |
| ---------------- | ---------- | ----------------- | ---------- | ------------------ | ------------- | ------- |
| gewonnen finales |            |                   |            |                    |               |         |
| 1.               | 2017-01-07 | WTA Shenzhen      | hardcourt  | Alison Riske       | 6-3, 6-4      | details |
| 2.               | 2017-07-30 | WTA Båstad        | gravel     | Caroline Wozniacki | 6-3, 6-4      | details |
| 3.               | 2022-09-18 | WTA Portorož      | hardcourt  | Jelena Rybakina    | 6-7, 7-6, 6-4 | details |
| 4.               | 2023-07-01 | WTA Bad Homburg   | gras       | Lucia Bronzetti    | 6-2, 7-6      | details |
| 5.               | 2023-10-22 | WTA Nanchang      | hardcourt  | Marie Bouzková     | 1-6, 7-6, 7-6 | details |
| 6.               | 2024-05-05 | WTA Lleida        | gravel     | Mayar Sherif       | 6-4, 4-6, 6-3 | details |
| 7.               | 2025-08-02 | WTA Warschau      | hardcourt  | Viktorija Golubic  | 6-1, 6-2      | details |
| verloren finales |            |                   |            |                    |               |         |
| 1.               | 2016-07-24 | WTA Båstad        | gravel     | Laura Siegemund    | 5-7, 1-6      | details |
| 2.               | 2016-09-18 | WTA Japan (Tokio) | hardcourt  | Christina McHale   | 6-3, 4-6, 4-6 | details |
| 3.               | 2018-01-06 | WTA Shenzhen      | hardcourt  | Simona Halep       | 1-6, 6-2, 0-6 | details |
| 4.               | 2021-06-26 | WTA Bad Homburg   | gras       | Angelique Kerber   | 3-6, 2-6      | details |
| 5.               | 2023-10-15 | WTA Hongkong      | hardcourt  | Leylah Fernandez   | 6-3, 4-6, 4-6 | details |

### WTA-finaleplaatsen vrouwendubbelspel
| nr.              | finale     | toernooi         | ondergrond    | partner             | tegenstandsters                       | score            |         |
| ---------------- | ---------- | ---------------- | ------------- | ------------------- | ------------------------------------- | ---------------- | ------- |
| gewonnen finales |            |                  |               |                     |                                       |                  |         |
| 01.              | 2014-09-13 | WTA Tasjkent     | hardcourt     | Aleksandra Krunić   | Margarita Gasparjan Aleksandra Panova | 6-2, 6-1         | details |
| 02.              | 2014-11-09 | WTA Limoges      | hardcourt (i) | Renata Voráčová     | Tímea Babos Kristina Mladenovic       | 2-6, 6-2, [10-5] | details |
| 03.              | 2015-05-02 | WTA Praag        | gravel        | Belinda Bencic      | Kateryna Bondarenko Eva Hrdinová      | 6-2, 6-2         | details |
| 04.              | 2018-06-10 | Roland Garros    | gravel        | Barbora Krejčíková  | Eri Hozumi Makoto Ninomiya            | 6-3, 6-3         | details |
| 05.              | 2018-07-14 | Wimbledon        | gras          | Barbora Krejčíková  | Nicole Melichar Květa Peschke         | 6-4, 4-6, 6-0    | details |
| 06.              | 2019-01-12 | WTA Sydney       | hardcourt     | Aleksandra Krunić   | Eri Hozumi Alicja Rosolska            | 6-1, 7-6         | details |
| 07.              | 2019-08-11 | WTA Toronto      | hardcourt     | Barbora Krejčíková  | Anna-Lena Grönefeld Demi Schuurs      | 7-5, 6-0         | details |
| 08.              | 2019-10-13 | WTA Linz         | hardcourt (i) | Barbora Krejčíková  | Barbara Haas Xenia Knoll              | 6-4, 6-3         | details |
| 09.              | 2020-01-11 | WTA Shenzhen     | hardcourt     | Barbora Krejčíková  | Duan Yingying Zheng Saisai            | 6-2, 3-6, [10-4] | details |
| 10.              | 2021-02-07 | WTA Melbourne    | hardcourt     | Barbora Krejčíková  | Chan Hao-ching Latisha Chan           | 6-3, 7-6         | details |
| 11.              | 2021-05-08 | WTA Madrid       | gravel        | Barbora Krejčíková  | Gabriela Dabrowski Demi Schuurs       | 6-4, 6-3         | details |
| 12.              | 2021-06-13 | Roland Garros    | gravel        | Barbora Krejčíková  | Bethanie Mattek-Sands Iga Świątek     | 6-4, 6-2         | details |
| 13.              | 2021-08-01 | O.S. Tokio       | hardcourt     | Barbora Krejčíková  | Belinda Bencic Viktorija Golubic      | 7-5, 6-1         | details |
| 14.              | 2021-10-23 | WTA Moskou       | hardcourt     | Jeļena Ostapenko    | Nadija Kitsjenok Raluca Olaru         | 6-2, 4-6, [10-8] | details |
| 15.              | 2021-11-17 | WTA Finals       | hardcourt     | Barbora Krejčíková  | Hsieh Su-wei Elise Mertens            | 6-3, 6-4         | details |
| 16.              | 2022-01-09 | WTA Melbourne    | hardcourt     | Bernarda Pera       | Tereza Martincová Mayar Sherif        | 6-2, 6-7, [10-5] | details |
| 17.              | 2022-01-30 | Australian Open  | hardcourt     | Barbora Krejčíková  | Anna Danilina Beatriz Haddad Maia     | 6-7, 6-4, 6-4    | details |
| 18.              | 2022-06-19 | WTA Berlijn      | gras          | Storm Sanders       | Alizé Cornet Jil Teichmann            | 6-4, 6-3         | details |
| 19.              | 2022-07-10 | Wimbledon        | gras          | Barbora Krejčíková  | Elise Mertens Zhang Shuai             | 6-2, 6-4         | details |
| 20.              | 2022-09-11 | US Open          | hardcourt     | Barbora Krejčíková  | Caty McNally Taylor Townsend          | 3-6, 7-5, 6-1    | details |
| 21.              | 2022-10-09 | WTA Monastir     | hardcourt     | Kristina Mladenovic | Miyu Kato Angela Kulikov              | 6-2, 6-0         | details |
| 22.              | 2023-01-29 | Australian Open  | hardcourt     | Barbora Krejčíková  | Shuko Aoyama Ena Shibahara            | 6-4, 6-3         | details |
| 23.              | 2023-03-18 | WTA Indian Wells | hardcourt     | Barbora Krejčíková  | Beatriz Haddad Maia Laura Siegemund   | 6-1, 6-7, [10-7] | details |
| 24.              | 2023-09-16 | WTA San Diego    | hardcourt     | Barbora Krejčíková  | Danielle Collins Coco Vandeweghe      | 6-1, 6-4         | details |
| 25.              | 2024-02-24 | WTA Dubai        | hardcourt     | Storm Hunter        | Nicole Melichar-Martinez Ellen Perez  | 6-4, 6-2         | details |
| 26.              | 2024-06-09 | Roland Garros    | gravel        | Cori Gauff          | Sara Errani Jasmine Paolini           | 7-6, 6-3         | details |
| 27.              | 2024-07-14 | Wimbledon        | gras          | Taylor Townsend     | Gabriela Dabrowski Erin Routliffe     | 7-6, 7-6         | details |
| 28.              | 2024-07-26 | WTA Praag        | gravel        | Barbora Krejčíková  | Bethanie Mattek-Sands Lucie Šafářová  | 6-3, 6-3         | details |
| 29.              | 2024-10-27 | WTA Guangzhou    | hardcourt     | Zhang Shuai         | Katarzyna Piter Fanny Stollár         | 6-4, 6-1         | details |
| 30.              | 2025-01-26 | Australian Open  | hardcourt     | Taylor Townsend     | Hsieh Su-wei Jeļena Ostapenko         | 6-4, 6-7, 6-3    | details |
| 31.              | 2025-02-22 | WTA Dubai        | hardcourt     | Taylor Townsend     | Hsieh Su-wei Jeļena Ostapenko         | 7-6, 6-4         | details |
| verloren finales |            |                  |               |                     |                                       |                  |         |
| 01.              | 2014-08-03 | WTA Stanford     | hardcourt     | Paula Kania         | Garbiñe Muguruza Carla Suárez Navarro | 2-6, 6-4, [5-10] | details |
| 02.              | 2015-10-03 | WTA Tasjkent     | hardcourt     | Vera Doesjevina     | Margarita Gasparjan Aleksandra Panova | 1-6, 6-3, [3-10] | details |
| 03.              | 2017-02-05 | WTA Taiwan       | hardcourt (i) | Lucie Hradecká      | Chan Hao-ching Chan Yung-jan          | 4-6, 2-6         | details |
| 04.              | 2017-03-18 | WTA Indian Wells | hardcourt     | Lucie Hradecká      | Chan Yung-jan Martina Hingis          | 6-7, 2-6         | details |
| 05.              | 2017-04-09 | WTA Charleston   | gravel        | Lucie Hradecká      | Bethanie Mattek-Sands Lucie Šafářová  | 1-6, 6-4, [7-10] | details |
| 06.              | 2017-05-05 | WTA Praag        | gravel        | Lucie Hradecká      | Anna-Lena Grönefeld Květa Peschke     | 4-6, 6-7         | details |
| 07.              | 2017-09-10 | US Open          | hardcourt     | Lucie Hradecká      | Chan Yung-jan Martina Hingis          | 3-6, 2-6         | details |
| 08.              | 2018-01-06 | WTA Shenzhen     | hardcourt     | Barbora Krejčíková  | Irina-Camelia Begu Simona Halep       | 6-1, 1-6, [8-10] | details |
| 09.              | 2018-04-01 | WTA Miami        | hardcourt     | Barbora Krejčíková  | Ashleigh Barty Coco Vandeweghe        | 2-6, 1-6         | details |
| 10.              | 2018-10-28 | WTA Finals       | hardcourt (i) | Barbora Krejčíková  | Tímea Babos Kristina Mladenovic       | 4-6, 5-7         | details |
| 11.              | 2019-03-16 | WTA Indian Wells | hardcourt     | Barbora Krejčíková  | Elise Mertens Aryna Sabalenka         | 3-6, 2-6         | details |
| 12.              | 2020-11-15 | WTA Linz         | hardcourt (i) | Lucie Hradecká      | Arantxa Rus Tamara Zidanšek           | 3-6, 4-6         | details |
| 13.              | 2021-02-19 | Australian Open  | hardcourt     | Barbora Krejčíková  | Elise Mertens Aryna Sabalenka         | 2-6, 3-6         | details |
| 14.              | 2022-11-07 | WTA Finals       | hardcourt (i) | Barbora Krejčíková  | Veronika Koedermetova Elise Mertens   | 2-6, 6-4, [9-11] | details |
| 15.              | 2023-01-07 | WTA Adelaide     | hardcourt     | Storm Hunter        | Asia Muhammad Taylor Townsend         | 2-6, 6-7         | details |
| 16.              | 2023-06-25 | WTA Berlijn      | gras          | Markéta Vondroušová | Caroline Garcia Luisa Stefani         | 6-4, 6-7, [4-10] | details |
| 17.              | 2024-03-16 | WTA Indian Wells | hardcourt     | Storm Hunter        | Hsieh Su-wei Elise Mertens            | 3-6, 4-6         | details |
| 18.              | 2024-11-09 | WTA Finals       | hardcourt     | Taylor Townsend     | Gabriela Dabrowski Erin Routliffe     | 5-7, 3-6         | details |

### Finaleplaatsen gemengd dubbelspel
| nr.              | finale     | toernooi    | ondergrond | partner      | tegenstanders               | score            |         |
| ---------------- | ---------- | ----------- | ---------- | ------------ | --------------------------- | ---------------- | ------- |
| gewonnen finales |            |             |            |              |                             |                  |         |
| 1.               | 2024-08-03 | O.S. Parijs | gravel     | Tomáš Macháč | Wang Xinyu Zhang Zhizhen    | 6-2, 5-7, [10-8] | details |
| 2.               | 2025-07-10 | Wimbledon   | gras       | Sem Verbeek  | Luisa Stefani Joe Salisbury | 7-6, 7-6         | details |
| verloren finales |            |             |            |              |                             |                  |         |
| geen             |            |             |            |              |                             |                  |         |